# No Nut November
No Nut November – internetowe wyzwanie obracające się wokół abstynencji od masturbacji, wytrysku. Powstało pod koniec 2010 roku i zyskało popularność w mediach społecznościowych w 2017 roku.